# Casca de Lumphanan

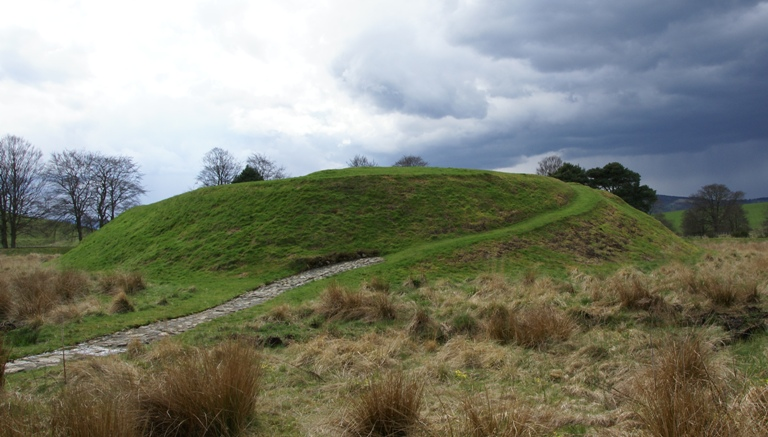
Foto da Casca de Lumphanan

A Casca de Lumphanan, também conhecida como Peel Ring ou Peel Bog de Lumphanan, é uma estrutura de defesa que data do século XIII. Ele está situado próximo de Lumphanan, em Aberdeenshire, no nordeste da Escócia.
O lugar está sob a tutela da Escócia Histórica e é preservado como um monumento programado. É classificado como de importância nacional como "um bom exemplo remanecente de um castelo de terraplenagem com defesas externas cheias de água".